# Carrer de la pilota

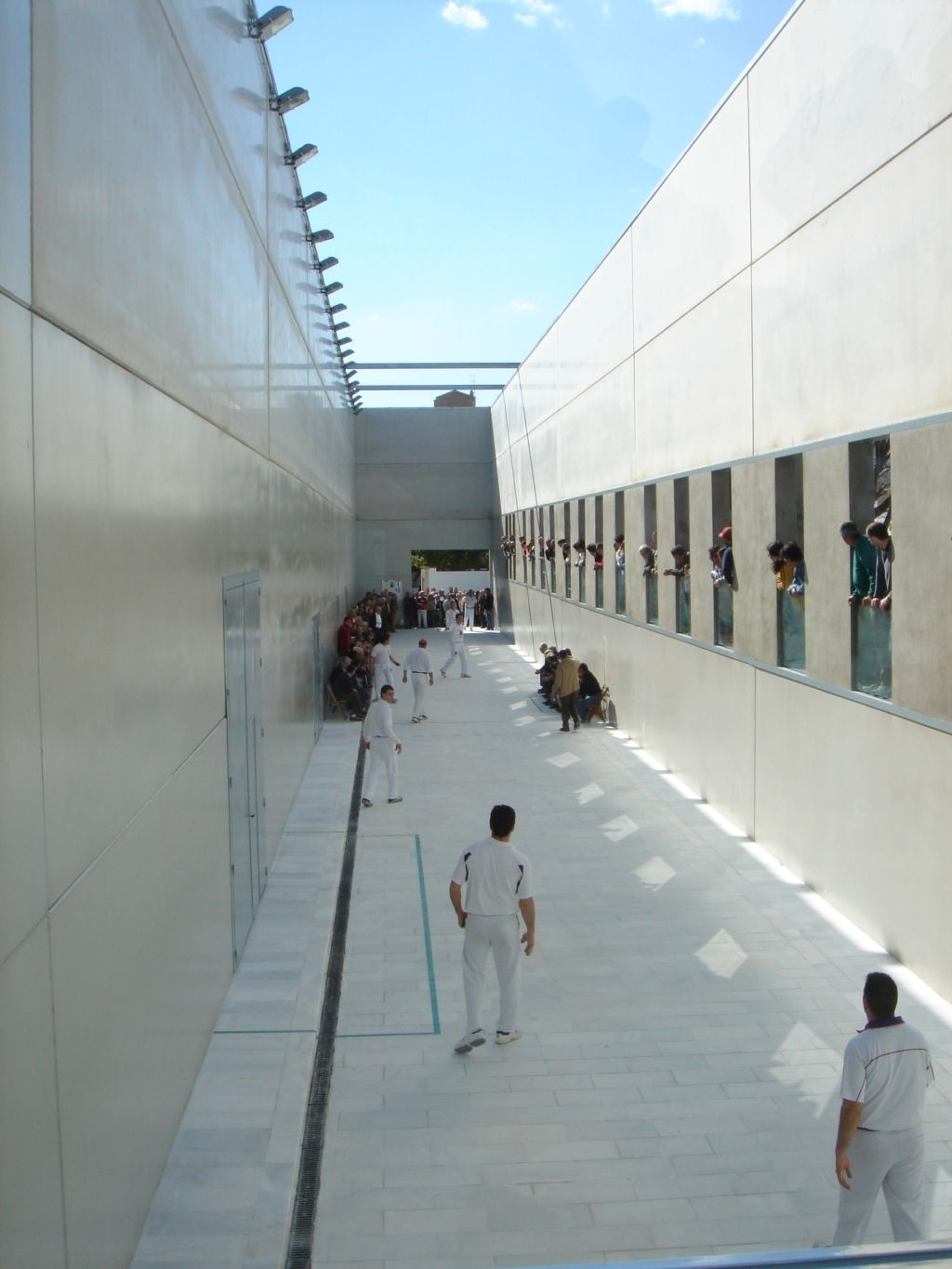
Carrer de la pilota en Calpe (Alicante).

Un carrer de la pilota (calle de la pelota) es un recinto cerrado de similares características a una calle en el que se practican las modalidades de juego de pelota valenciana que históricamente se hacían en las calles de los municipios de la Comunidad Valenciana.
Tradicionalmente estos juegos se han practicado en una calle concreta de cada municipio. Estas tienen en común que son rectilíneas y con nula o escasa pendiente, con un ancho variable entre 6 y 8 metros. Los aleros, balcones, bajantes, acera, etc. son obstáculos utilizados en el juego en contra del adversario.
El carrer de la pilota, recogiendo la idea inicial de juego en la calle no tiene una reglamentación específica en cuanto a dimensiones, disponiendo también de un ancho variable y de elementos que dificultan el juego. Suelen ser de una longitud entre 50 y 70 metros, un ancho entre 6 y 8, y una altura aproximada de 10 metros.
- Datos: Q8339540